# På rymmen (musikalbum)
På rymmen är Hjalle och Heavys första studioalbum, utgivet 1998. Det innehåller låtar inspelade av Hjalle & Heavy och även deras andra band Dökött och Mimikry.

## Låtförteckning
1. Sanna — Hjalle & Heavy
2. Spårhunden Micke Reutersvärd — Hjalle & Heavy
3. Fingret i ett järnrör — Dökött
4. Dökött på radion — Dökött
5. Datadöd — Hjalle & Heavy
6. Den elaka clownen och den söta lilla flickan — Hjalle & Heavy
7. Balladen om herr Fredrik Åkare och den söta fröken Cecilia Lind — Mimikry
8. Ingenting alls — Mimikry
9. Tuttar överallt — Dökött
10. Lumparliv — Dökött
11. Negativ — Hjalle & Heavy
12. En kungens man — Mimikry
13. Varg i veum — Mimikry
14. Vattenslang — Dökött
15. Min bil — Dökött
16. Gul ubåt — Alla